# Victor Mikhalevski
Victor (Viktor) Mikhalevski (hebreu: ויקטור מיכלבסקי‎; Hómiel, Belarús, 8 de juliol de 1972) és un jugador d'escacs israelià, que té el títol de Gran Mestre des de 1996.
A la llista d'Elo de la FIDE del gener de 2022, hi tenia un Elo de 2561 punts, cosa que en feia el jugador número 9 (en actiu) d'Israel. El seu màxim Elo va ser de 2632 punts, a la llista de gener de 2008 (posició 95 al rànquing mundial).

## Resultats destacats en competició
Mikhalevski fou campió d'Israel Sub-20 els anys 1991 i 1992, i el 1991 va empatar als llocs 2n-3r al campionat obert d'Israel. El 1993 va guanyar el torneig First Saturday a Budapest amb 10 de 13 punts. Va obtenir el títol de Mestre Internacional el 1993 i el de GM el 1996.
Va guanyar el Festival Internacional de Tel-Aviv de 1994, l'obert de París de 1995 i el de Tel-Aviv del mateix any, el Festival Internacional de Rishon-Lezion, Israel, de 1997, el 2n VAM Open de Hoogeveen de 1998, i el 14è Festival Internacional de Tel-Aviv del mateix any. El 1999 va empatar al primer lloc al torneig Lost Boys tournament d'Anvers, a Bèlgica. Va guanyar el campionat obert de Rishon Lezion de 2000, el Festival Internacional de Biel/Bienne (ràpid) de 2002, la 6a Copa Itau a São Paulo de 2002, el 1r i 2n torneigs de San Salvador de 2002 i 2003, i l'obert de Quebec a Montreal 2003 en les tres modalitats disputades (clàssic, ràpid, blitz). També el 2003 empatà al primer lloc al Festival d'Ashdod, Israel. El 2004 va empatar al primer lloc al Festival Internacional de Drammen, a Noruega, amb 8 de 9 punts.
El 2005 va guanyar el torneig de Mont-real (per invitació, Categoria XII amb 8/11 (+5 -0 =6), i també l'obert Lake George de Nova York. El 2006 guanyà el torneig invitacional de primavera de Schaumburg, Illinois, amb 7.5 punts sobre 9, i l'Slugfest GM de Bellevue, Washington. També el 2006, va empatar al prmier lloc al Festival Internacional d'Ashdod, Israel, i al torneig de Coamo, a Puerto Rico.
El 2007 guanyà el festival d'escacs de Curaçao (Antilles Neerlandeses), amb 7.5 de 9. El mateix any va empatar al primer lloc al World Open a Filadèlfia, i a l'Obert de Miami, a Florida. L'octubre de 2007 va guanyar l'obert de Calvià, en el qual va guanyar les set primeres partides seguides, i va fer finalment una puntuació de 8/9 amb una performance de 2876; Kevin Spraggett fou segon amb 7/9. El 2008 va empatar al primer lloc al campionat d'escacs obert del Canadà a Mont-real, amb 6/9. Fou subcampió d'Israel el 2008 a Haifa, el mateix resultat que ja havia aconseguit anteriorment el 1996 i també el 1998.
El 2009 empatà al primer loc al 4t torneig internacional d'Edmonton, Canadà, i al North American Open a Las Vegas, Nevada. El 2010, va empatar als llocs 2n-5è amb Michael Adams, Ievgueni Naier i Jiri Stocek al 14è Obert de Chicago,
El 2014 fou campió d'Israel amb 6½ punts de 9, empatant amb Alexander Huzman però amb millor desempat. El 2017 empatà als llocs 3r-6è al Festival d'Escacs de Zalakaros, amb Ígor Kovalenko, Tamir Nabaty i Márkus Róbert.

### Participació en competicions per equips
Mikhalevski ha jugat, representant Israel, com a segon tauler suplent (+4 –1 =2) a l'olimpíada de 2006 a Torí i al tercer tauler (+1 -1 =4) al 17è campionat d'Europa per equips a Novi Sad 2009. El 2010 fou membre de l'equip israelià que guanyà la medalla de bronze a la 39a olimpíada.